# Emplocia erycinoides
Emplocia erycinoides là một loài bướm đêm trong họ Geometridae.